# Lista de programas originais da TV Globo em resgate no Globoplay
Atualmente o Globoplay, plataforma de streaming da Globo, conta com três projetos de resgate da teledramaturgia brasileira original da TV Globo dos últimos 50 anos. Sendo comum o resgate mensal de novelas integralmente ou parcialmente, além de ao menos uma série/minissérie/especial. O número de títulos disponibilizados mensalmente varia entre 3 e 6, acontecendo sempre às segundas-feiras. Os projetos em andamento são:

## Projeto Resgate
Desde seu lançamento, o Globoplay já disponibilizava para assinantes a íntegra de títulos exibidos em TV aberta pela TV Globo a partir de 2010, inclusive as reprises do Vale a Pena Ver de Novo. Entretanto, a partir de maio de 2020, a plataforma lançou o seu primeiro projeto de resgate do acervo histórico da emissora, até então indisponíveis em qualquer outra plataforma de streaming brasileira. Desde então, novos títulos são resgatados na íntegra, conforme a disponibilidade, com alta qualidade de imagem, cortes originais sem censuras e vinhetas de abertura, intervalos e encerramento originais. Caso a versão original não esteja disponível, é comum o uso de versões compactas (algumas delas criadas para o mercado internacional).
Desde 2023, ao menos uma minissérie/série/especial também é relançada no streaming através do projeto. A previsão inicial para o encerramento dos resgates era de conclusão no ano de 2030, com a edição compacta da primeira versão da novela Irmãos Coragem (1970). Contudo, em 28 de fevereiro de 2025, a plataforma deu início a um processo de revisão estratégica dos lançamentos das telenovelas pelo projeto, com previsão de retorno para 23 de junho. Dessa forma, apenas minisséries e séries foram disponibilizados pelo projeto durante o período que se estendeu pelos três meses.
Em 9 de junho de 2025, com o encerramento do canal Viva e a estreia do canal Globoplay Novelas, a plataforma lançou para todos seus assinantes tramas anteriormente exibidas na TV paga e que ainda não haviam sido disponibilizadas na plataforma, são elas: Viver a Vida (2009-2010), Cara & Coroa (1995-1996) e os capítulos já exibidos de Plumas e Paetês (1980-1981). Oficialmente, as novelas não farão parte do projeto Resgate.
- § Indica novela disponibilizada na versão exibida pelo Viva, imagem no formato 16:9 (tela esticada), com atualização para o formato de exibição original pendente.

| #    | Título                               | Exibição Original | Data de lançamento      | Tipo       | Ref.            |
| 2020 | 2020                                 | 2020              | 2020                    | 2020       | 2020            |
| ---- | ------------------------------------ | ----------------- | ----------------------- | ---------- | --------------- |
| 1    | A Favorita                           | 2008 - 2009       | 25 de maio de 2020      | Telenovela | [ 7 ]           |
| 2    | Tieta                                | 1989 - 1990       | 8 de junho de 2020      | Telenovela | [ 8 ]           |
| 3    | Explode Coração §                    | 1995 - 1996       | 22 de junho de 2020     | Telenovela | [ 9 ]           |
| 4    | Estrela-Guia §                       | 2001              | 6 de julho de 2020      | Telenovela | [ 10 ]          |
| 5    | Vale Tudo                            | 1988 - 1989       | 19 de julho de 2020     | Telenovela | [ 11 ] [ 12 ]   |
| 6    | Torre de Babel                       | 1998 - 1999       | 3 de agosto de 2020     | Telenovela | [ 13 ]          |
| 7    | Fera Radical §                       | 1988              | 17 de agosto de 2020    | Telenovela | [ 14 ]          |
| 8    | A Indomada                           | 1997              | 31 de agosto de 2020    | Telenovela | [ 15 ]          |
| 9    | Laços de Família                     | 2000 - 2001       | 14 de setembro de 2020  | Telenovela | [ 16 ]          |
| 10   | Meu Bem, Meu Mal §                   | 1990 - 1991       | 28 de setembro de 2020  | Telenovela | [ 17 ]          |
| 11   | O Clone                              | 2001 - 2002       | 12 de outubro de 2020   | Telenovela | [ 18 ]          |
| 12   | Brega & Chique §                     | 1987              | 26 de outubro de 2020   | Telenovela | [ 18 ]          |
| 13   | Terra Nostra                         | 1999 - 2000       | 9 de novembro de 2020   | Telenovela | [ 19 ]          |
| 14   | Top Model                            | 1989 - 1990       | 23 de novembro de 2020  | Telenovela | [ 20 ]          |
| 15   | Kubanacan                            | 2003 - 2004       | 7 de dezembro de 2020   | Telenovela | [ 21 ]          |
| 16   | Felicidade                           | 1991 - 1992       | 21 de dezembro de 2020  | Telenovela | [ 22 ]          |
| 2021 |                                      |                   |                         |            |                 |
| 17   | Riacho Doce                          | 1990              | 4 de janeiro de 2021    | Minissérie | [ 23 ]          |
| 18   | Chocolate com Pimenta                | 2003 - 2004       | 18 de janeiro de 2021   | Telenovela | [ 24 ]          |
| 19   | Porto dos Milagres §                 | 2001              | 1 de fevereiro de 2021  | Telenovela | [ 25 ]          |
| 20   | O Bem-Amado                          | 1973              | 15 de fevereiro de 2021 | Telenovela | [ 26 ]          |
| 21   | Vamp                                 | 1991 - 1992       | 1 de março de 2021      | Telenovela | [ 27 ]          |
| 22   | Os Maias                             | 2001              | 15 de março de 2021     | Minissérie | [ 28 ]          |
| 23   | Mulheres de Areia                    | 1993              | 29 de março de 2021     | Telenovela | [ 29 ]          |
| 24   | Cabocla §                            | 2004              | 12 de abril de 2021     | Telenovela | [ 30 ]          |
| 25   | Roda de Fogo                         | 1986 - 1987       | 26 de abril de 2021     | Telenovela | [ 31 ]          |
| 26   | Mulheres Apaixonadas                 | 2003              | 10 de maio de 2021      | Telenovela | [ 32 ]          |
| 27   | Sassaricando §                       | 1987 - 1988       | 24 de maio de 2021      | Telenovela | [ 33 ]          |
| 28   | A Gata Comeu §                       | 1985              | 7 de junho de 2021      | Telenovela | [ 34 ]          |
| 29   | Roque Santeiro                       | 1985 - 1986       | 21 de junho de 2021     | Telenovela | [ 35 ]          |
| 30   | Malhação 1995                        | 1995 - 1996       | 5 de julho de 2021      | Série      | [ 36 ]          |
| 31   | Hilda Furacão                        | 1998              | 19 de julho de 2021     | Minissérie | [ 37 ]          |
| 32   | A Viagem                             | 1994              | 2 de agosto de 2021     | Telenovela | [ 38 ]          |
| 33   | Era uma Vez... §                     | 1998              | 16 de agosto de 2021    | Telenovela | [ 39 ]          |
| 34   | O Tempo e o Vento                    | 1985              | 19 de agosto de 2021    | Minissérie | [ 40 ]          |
| 35   | Duas Caras                           | 2007 - 2008       | 30 de agosto de 2021    | Telenovela | [ 41 ]          |
| 36   | Vereda Tropical                      | 1984 - 1985       | 13 de setembro de 2021  | Telenovela | [ 42 ]          |
| 37   | Malhação de Verão §                  | 1996              | 22 de setembro de 2021  | Série      |                 |
| 38   | Pai Herói §                          | 1979              | 27 de setembro de 2021  | Telenovela | [ 43 ]          |
| 39   | Renascer                             | 1993              | 11 de outubro de 2021   | Telenovela | [ 44 ]          |
| 40   | Malhação 2008 §                      | 2007 - 2009       | 25 de outubro de 2021   | Série      | [ 45 ]          |
| 41   | Bebê a Bordo §                       | 1988 - 1989       | 8 de novembro de 2021   | Telenovela | [ 46 ]          |
| 42   | Cama de Gato                         | 2009 - 2010       | 22 de novembro de 2021  | Telenovela | [ 47 ]          |
| 43   | O Salvador da Pátria §               | 1989              | 6 de dezembro de 2021   | Telenovela | [ 48 ]          |
| 44   | Sex Appeal                           | 1993              | 20 de dezembro de 2021  | Minissérie | [ 49 ]          |
| 2022 |                                      |                   |                         |            |                 |
| 45   | Da Cor do Pecado                     | 2004              | 3 de janeiro de 2022    | Telenovela | [ 50 ]          |
| 46   | Maysa: Quando Fala o Coração         | 2009              | 17 de janeiro de 2022   | Minissérie | [ 51 ]          |
| 47   | Pecado Capital                       | 1975 - 1976       | 31 de janeiro de 2022   | Telenovela | [ 52 ]          |
| 48   | Tropicaliente                        | 1994              | 14 de fevereiro de 2022 | Telenovela | [ 53 ]          |
| 49   | Paraíso Tropical                     | 2007              | 28 de fevereiro de 2022 | Telenovela | [ 54 ]          |
| 50   | Que Rei Sou Eu?                      | 1989              | 14 de março de 2022     | Telenovela | [ 55 ]          |
| 51   | Sonho Meu                            | 1993 - 1994       | 28 de março de 2022     | Telenovela | [ 56 ]          |
| 52   | Malhação 2009                        | 2009              | 11 de abril de 2022     | Série      | [ 57 ]          |
| 53   | América                              | 2005              | 25 de abril de 2022     | Telenovela | [ 58 ]          |
| 54   | Anos Dourados                        | 1986              | 9 de maio de 2022       | Minissérie | [ 59 ]          |
| 55   | Lua Cheia de Amor                    | 1990 - 1991       | 23 de maio de 2022      | Telenovela | [ 60 ]          |
| 56   | Malhação 1996                        | 1996 - 1997       | 6 de junho de 2022      | Série      | [ 61 ]          |
| 57   | Amor com Amor Se Paga                | 1984              | 20 de junho de 2022     | Telenovela | [ 62 ]          |
| 58   | Guerra dos Sexos                     | 1983 - 1984       | 4 de julho de 2022      | Telenovela | [ 63 ]          |
| 59   | Pedra sobre Pedra                    | 1992              | 18 de julho de 2022     | Telenovela | [ 64 ]          |
| 60   | Um Anjo Caiu do Céu                  | 2001              | 1 de agosto de 2022     | Telenovela | [ 65 ]          |
| 61   | Páginas da Vida                      | 2006 - 2007       | 15 de agosto de 2022    | Telenovela | [ 66 ]          |
| 62   | A Casa das Sete Mulheres             | 2003              | 29 de agosto de 2022    | Minissérie | [ 67 ]          |
| 63   | Sinhá Moça                           | 1986              | 12 de setembro de 2022  | Telenovela | [ 68 ]          |
| 64   | A Próxima Vítima                     | 1995              | 26 de setembro de 2022  | Telenovela | [ 69 ]          |
| 65   | Selva de Pedra                       | 1986              | 10 de outubro de 2022   | Telenovela | [ 70 ]          |
| 66   | Anjo Mau                             | 1976              | 24 de outubro de 2022   | Telenovela | [ 71 ]          |
| 67   | Quatro por Quatro                    | 1994 - 1995       | 7 de novembro de 2022   | Telenovela | [ 72 ]          |
| 68   | Alma Gêmea                           | 2005 - 2006       | 21 de novembro de 2022  | Telenovela | [ 73 ]          |
| 69   | O Beijo do Vampiro                   | 2002 - 2003       | 5 de dezembro de 2022   | Telenovela | [ 74 ]          |
| 70   | Pão-Pão, Beijo-Beijo                 | 1983              | 19 de dezembro de 2022  | Telenovela | [ 75 ]          |
| 2023 |                                      |                   |                         |            |                 |
| 71   | Malhação ID                          | 2009 - 2010       | 2 de janeiro de 2023    | Série      | [ 76 ]          |
| 72   | Som & Fúria                          | 2009              | 9 de janeiro de 2023    | Minissérie | [ 77 ]          |
| 73   | Elas por Elas                        | 1982              | 16 de janeiro de 2023   | Telenovela | [ 78 ]          |
| 74   | Como uma Onda                        | 2004 - 2005       | 30 de janeiro de 2023   | Telenovela | [ 79 ]          |
| 75   | Desejo                               | 1990              | 6 de fevereiro de 2023  | Minissérie | [ 80 ]          |
| 76   | Dancin' Days                         | 1978 - 1979       | 13 de fevereiro de 2023 | Telenovela | [ 81 ]          |
| 77   | Uga Uga                              | 2000 - 2001       | 27 de fevereiro de 2023 | Telenovela | [ 82 ]          |
| 78   | Chiquinha Gonzaga                    | 1999              | 6 de março de 2023      | Minissérie | [ 83 ]          |
| 79   | O Fim do Mundo                       | 1996              | 13 de março de 2023     | Telenovela | [ 84 ]          |
| 80   | Araguaia                             | 2010 - 2011       | 27 de março de 2023     | Telenovela | [ 85 ]          |
| 81   | A Muralha                            | 2000              | 3 de abril de 2023      | Minissérie | [ 86 ]          |
| 82   | Partido Alto                         | 1984              | 10 de abril de 2023     | Telenovela | [ 87 ]          |
| 83   | Malhação 1997                        | 1997 - 1998       | 24 de abril de 2023     | Série      | [ 88 ]          |
| 84   | As Noivas de Copacabana              | 1992              | 1 de maio de 2023       | Minissérie | [ 89 ]          |
| 85   | Barriga de Aluguel                   | 1990 - 1991       | 8 de maio de 2023       | Telenovela | [ 90 ]          |
| 86   | Esperança                            | 2002 - 2003       | 22 de maio de 2023      | Telenovela | [ 91 ]          |
| 87   | Anarquistas, Graças a Deus           | 1984              | 29 de maio de 2023      | Minissérie | [ 92 ]          |
| 88   | História de Amor                     | 1995 - 1996       | 5 de junho de 2023      | Telenovela | [ 93 ]          |
| 89   | Um Só Coração                        | 2004              | 12 de junho de 2023     | Minissérie | [ 94 ]          |
| 90   | Locomotivas                          | 1977              | 19 de junho de 2023     | Telenovela | [ 95 ]          |
| 91   | Coração de Estudante                 | 2002              | 3 de julho de 2023      | Telenovela | [ 96 ]          |
| 92   | Hoje É Dia de Maria                  | 2005              | 10 de julho de 2023     | Minissérie | [ 97 ]          |
| 93   | Hoje É Dia de Maria: Segunda Jornada | 2005              | 10 de julho de 2023     | Minissérie | [ 97 ]          |
| 94   | Bambolê                              | 1987 - 1988       | 17 de julho de 2023     | Telenovela | [ 98 ]          |
| 95   | A Lua Me Disse                       | 2005              | 31 de julho de 2023     | Telenovela | [ 99 ]          |
| 96   | Agosto                               | 1993              | 7 de agosto de 2023     | Minissérie | [ 100 ]         |
| 97   | Força de um Desejo                   | 1999 - 2000       | 14 de agosto de 2023    | Telenovela | [ 101 ]         |
| 98   | Baila Comigo                         | 1981              | 28 de agosto de 2023    | Telenovela | [ 102 ]         |
| 99   | O Quinto dos Infernos                | 2002              | 4 de setembro de 2023   | Minissérie | [ 103 ]         |
| 100  | Malhação 2004                        | 2004 - 2005       | 11 de setembro de 2023  | Série      | [ 104 ]         |
| 101  | A Sucessora                          | 1978 - 1979       | 25 de setembro de 2023  | Telenovela | [ 105 ]         |
| 102  | O Pequeno Alquimista                 | 2004 - 2005       | 2 de outubro de 2023    | Série      | [ 106 ]         |
| 103  | Clara e o Chuveiro do Tempo          | 2005 - 2006       | 2 de outubro de 2023    | Série      | [ 106 ]         |
| 104  | O Relógio da Aventura                | 2010 - 2011       | 2 de outubro de 2023    | Série      | [ 106 ]         |
| 105  | Pátria Minha                         | 1994 - 1995       | 9 de outubro de 2023    | Telenovela | [ 107 ]         |
| 106  | Escrava Isaura                       | 1976 - 1977       | 23 de outubro de 2023   | Telenovela | [ 108 ]         |
| 107  | Avenida Paulista                     | 1982              | 30 de outubro de 2023   | Minissérie | [ 109 ]         |
| 108  | Sete Pecados                         | 2007 - 2008       | 6 de novembro de 2023   | Telenovela | [ 110 ]         |
| 109  | Boca do Lixo                         | 1990              | 13 de novembro de 2023  | Minissérie | [ 111 ]         |
| 110  | Livre Para Voar                      | 1984 - 1985       | 20 de novembro de 2023  | Telenovela | [ 112 ]         |
| 111  | Cambalacho                           | 1986              | 4 de dezembro de 2023   | Telenovela | [ 113 ]         |
| 112  | Moinhos de Vento                     | 1983              | 11 de dezembro de 2023  | Minissérie | [ 114 ]         |
| 113  | Malhação 1998                        | 1998              | 18 de dezembro de 2023  | Série      | [ 115 ]         |
| 2024 |                                      |                   |                         |            |                 |
| 114  | O Sexo dos Anjos                     | 1989 - 1990       | 1 de janeiro de 2024    | Telenovela | [ 116 ]         |
| 115  | Queridos Amigos                      | 2008              | 8 de janeiro de 2024    | Minissérie | [ 117 ]         |
| 116  | Beleza Pura                          | 2008              | 15 de janeiro de 2024   | Telenovela | [ 118 ]         |
| 117  | Malhação.com                         | 1998 - 1999       | 29 de janeiro de 2024   | Série      | [ 119 ]         |
| 118  | Labirinto                            | 1998              | 5 de fevereiro de 2024  | Minissérie | [ 120 ]         |
| 119  | Marron Glacé                         | 1979 - 1980       | 12 de fevereiro de 2024 | Telenovela | [ 121 ]         |
| 120  | Escrito nas Estrelas                 | 2010              | 26 de fevereiro de 2024 | Telenovela | [ 122 ]         |
| 121  | Mulher                               | 1998 - 1999       | 4 de março de 2024      | Série      | [ 123 ]         |
| 122  | Corpo Dourado                        | 1998              | 11 de março de 2024     | Telenovela | [ 124 ]         |
| 123  | Desejos de Mulher                    | 2002              | 25 de março de 2024     | Telenovela | [ 124 ]         |
| 124  | Sob Nova Direção                     | 2004 - 2007       | 1 de abril de 2024      | Série      | [ 125 ]         |
| 125  | O Espigão                            | 1974              | 8 de abril de 2024      | Telenovela | [ 126 ]         |
| 126  | Despedida de Solteiro                | 1992 - 1993       | 22 de abril de 2024     | Telenovela | [ 127 ]         |
| 127  | A Justiceira                         | 1997              | 29 de abril de 2024     | Série      | [ 128 ]         |
| 128  | Pecado Capital                       | 1998 - 1999       | 6 de maio de 2024       | Telenovela | [ 129 ]         |
| 129  | Decadência                           | 1995              | 13 de maio de 2024      | Minissérie | [ 130 ]         |
| 130  | Malhação 1999                        | 1999 - 2000       | 20 de maio de 2024      | Série      | [ 131 ]         |
| 131  | O Dono do Mundo                      | 1991 - 1992       | 3 de junho de 2024      | Telenovela | [ 132 ]         |
| 132  | Memorial de Maria Moura              | 1994              | 10 de junho de 2024     | Minissérie | [ 133 ]         |
| 133  | Água Viva                            | 1980              | 17 de junho de 2024     | Telenovela | [ 134 ]         |
| 134  | Suave Veneno                         | 1999              | 1 de julho de 2024      | Telenovela | [ 135 ]         |
| 135  | Padre Cícero                         | 1984              | 8 de julho de 2024      | Minissérie | [ 136 ]         |
| 136  | Bang Bang                            | 2005 - 2006       | 15 de julho de 2024     | Telenovela | [ 136 ]         |
| 137  | Direito de Amar                      | 1987              | 29 de julho de 2024     | Telenovela | [ 136 ]         |
| 138  | Os Aspones                           | 2004              | 5 de agosto de 2024     | Série      | [ 137 ]         |
| 139  | Pecado Rasgado                       | 1978 - 1979       | 12 de agosto de 2024    | Telenovela | [ 138 ]         |
| 140  | Ciranda de Pedra                     | 2008              | 26 de agosto de 2024    | Telenovela | [ 139 ]         |
| 141  | Aquarela do Brasil                   | 2000              | 2 de setembro de 2024   | Minissérie | [ 140 ]         |
| 142  | Sinhá Moça                           | 2006              | 9 de setembro de 2024   | Telenovela | [ 141 ]         |
| 143  | Malhação 2000                        | 2000 - 2001       | 23 de setembro de 2024  | Série      | [ 142 ]         |
| 144  | Sampa                                | 1989              | 30 de setembro de 2024  | Minissérie | [ 143 ]         |
| 145  | Rainha da Sucata                     | 1990              | 7 de outubro de 2024    | Telenovela | [ 144 ] [ 145 ] |
| 146  | Terra dos Meninos Pelados            | 2003 - 2004       | 14 de outubro de 2024   | Série      | [ 144 ] [ 145 ] |
| 147  | Poeira em Alto Mar                   | 2008              | 14 de outubro de 2024   | Minissérie | [ 144 ] [ 145 ] |
| 148  | Deu a Louca no Tempo                 | 2009              | 14 de outubro de 2024   | Minissérie | [ 144 ] [ 145 ] |
| 149  | Começar de Novo                      | 2004 - 2005       | 21 de outubro de 2024   | Telenovela | [ 146 ]         |
| 150  | Andando nas Nuvens                   | 1999              | 4 de novembro de 2024   | Telenovela | [ 147 ]         |
| 151  | República                            | 1989              | 11 de novembro de 2024  | Minissérie | [ 148 ]         |
| 152  | O Astro                              | 1977 - 1978       | 18 de novembro de 2024  | Telenovela | [ 149 ]         |
| 153  | O Outro                              | 1987              | 2 de dezembro de 2024   | Telenovela | [ 150 ]         |
| 154  | A Madona de Cedro                    | 1994              | 9 de dezembro de 2024   | Minissérie | [ 151 ]         |
| 155  | Malhação 2001                        | 2001 - 2002       | 16 de dezembro de 2024  | Série      | [ 151 ]         |
| 156  | Zazá                                 | 1997 - 1998       | 30 de dezembro de 2024  | Telenovela | [ 152 ]         |
| 2025 |                                      |                   |                         |            |                 |
| 157  | Mad Maria                            | 2005              | 6 de janeiro de 2025    | Minissérie | [ 153 ]         |
| 158  | Perigosas Peruas                     | 1992              | 13 de janeiro de 2025   | Telenovela | [ 154 ]         |
| 159  | Esplendor                            | 2000              | 27 de janeiro de 2025   | Telenovela | [ 155 ]         |
| 160  | Retrato de Mulher                    | 1992 - 1993       | 3 de fevereiro de 2025  | Série      | [ 156 ]         |
| 161  | Corpo a Corpo                        | 1984 - 1985       | 10 de fevereiro de 2025 | Telenovela | [ 157 ]         |
| 162  | A Moreninha                          | 1975 - 1976       | 24 de fevereiro de 2025 | Telenovela | [ 158 ]         |
| 163  | Delegacia de Mulheres                | 1990              | 3 de março de 2025      | Série      | [ 159 ]         |
| 164  | A, E, I, O... Urca                   | 1990              | 31 de março de 2025     | Minissérie | [ 160 ]         |
| 165  | Lampião e Maria Bonita               | 1982              | 28 de abril de 2025     | Minissérie | [ 161 ]         |
| 166  | Armação Ilimitada                    | 1985 - 1988       | 26 de maio de 2025      | Série      | [ 162 ]         |
| 167  | Capitu                               | 2008              | 16 de junho de 2025     | Minissérie | [ 163 ]         |
| 168  | Irmãos Coragem                       | 1995              | 23 de junho de 2025     | Telenovela | [ 164 ]         |
| 169  | Presença de Anita                    | 2001              | 21 de julho de 2025     | Minissérie | [ 165 ]         |
| 170  | Fera Ferida                          | 1993 - 1994       | 28 de julho de 2025     | Telenovela | [ 165 ]         |
| 171  | Separação?!                          | 2010              | 18 de agosto de 2025    | Série      | [ 166 ]         |
| 172  | Dona Xepa                            | 1977              | 25 de agosto de 2025    | Telenovela | [ 166 ]         |

## Projeto Originalidade
Ainda em 2020, a plataforma inicia o seu segundo projeto de resgate da programação da TV Globo, intitulado de Projeto Originalidade, a iniciativa busca resgatar a qualidade original de obras já disponíveis na plataforma desde a sua criação em 2010, a partir do aumento da qualidade de imagem (SD para HD, para novelas a partir de 2007), adição de vinhetas de aberturas/intervalos/encerramentos, além do resgate de cortes originais e episódios omitidos.
Diversas produções da TV Globo também foram atualizadas na plataforma durante os anos de 2020 e 2021, mas oficialmente não integram o Projeto Originalidade. São elas, as séries: Aventuras do Didi (2010-2013), A Cura (2010), Acampamento de Férias II: A Árvore da Vida (2011), Batendo Ponto (2011), Divã (2011), Lara com Z (2011), Macho Man (2011), A Mulher Invisível (2011),  As Brasileiras (2012), Louco por Elas (2012-2013), Tapas & Beijos (2ª a 5ª temporadas, 2012-2015), e Doce de Mãe (2014); as minisséries: Amor em Quatro Atos (2011), O Brado Retumbante (2012) e Dercy de Verdade (2012); e o telefilme: Homens de Bem (2011).
Desde janeiro de 2022, um novo título é atualizado mensalmente. A partir de 2024, alguns títulos já disponíveis através do Projeto Resgate também passaram a ser atualizados para o formato original de exibição (cortes originais ou atualização da imagem de 16:9, tela esticada, para 4:3).
| #    | Título                | Exibição Original | Data de lançamento      | Tipo       | Ref.                |
| 2020 | 2020                  | 2020              | 2020                    | 2020       | 2020                |
| ---- | --------------------- | ----------------- | ----------------------- | ---------- | ------------------- |
| 1    | Fina Estampa          | 2011 - 2012       | 11 de dezembro de 2020  | Telenovela | [ 168 ] [ 169 ]     |
| 2    | Ti Ti Ti              | 2010 - 2011       | 18 de dezembro de 2020  | Telenovela | [ 168 ] [ 169 ]     |
| 2021 |                       |                   |                         |            |                     |
| 3    | A Vida da Gente       | 2011 - 2012       | 15 de janeiro de 2021   | Telenovela | [ 168 ] [ 169 ]     |
| 4    | Insensato Coração     | 2011              | 22 de janeiro de 2021   | Telenovela | [ 168 ] [ 169 ]     |
| 5    | Cordel Encantado      | 2011              | 12 de fevereiro de 2021 | Telenovela | [ 168 ] [ 169 ]     |
| 6    | Morde & Assopra       | 2011              | 26 de fevereiro de 2021 | Telenovela | [ 168 ] [ 169 ]     |
| 7    | Passione              | 2010 - 2011       | 26 de fevereiro de 2021 | Telenovela | [ 168 ] [ 169 ]     |
| 8    | O Astro               | 2011              | 19 de março de 2021     | Telenovela | [ 168 ] [ 169 ]     |
| 9    | Malhação 2010         | 2010 - 2011       | 22 de março de 2021     | Série      | [ 168 ] [ 169 ]     |
| 10   | Aquele Beijo          | 2011 - 2012       | 2 de abril de 2021      | Telenovela | [ 168 ] [ 169 ]     |
| 11   | Malhação 2011         | 2011 - 2012       | 30 de abril de 2021     | Série      | [ 168 ] [ 169 ]     |
| 12   | Tempos Modernos       | 2010              | 30 de abril de 2021     | Telenovela | [ 168 ] [ 169 ]     |
| 13   | Caras & Bocas         | 2009 - 2010       | 14 de maio de 2021      | Telenovela | [ 170 ]             |
| 14   | O Rei do Gado         | 1996 - 1997       | 29 de novembro de 2021  | Telenovela | [ 171 ]             |
| 2022 |                       |                   |                         |            |                     |
| 15   | O Cravo e a Rosa      | 2000 - 2001       | 24 de janeiro de 2022   | Telenovela | [ 172 ]             |
| 16   | O Profeta             | 2006 - 2007       | 22 de fevereiro de 2022 | Telenovela | [ 55 ]              |
| 17   | Cobras & Lagartos     | 2006              | 17 de março de 2022     | Telenovela | [ 173 ]             |
| 18   | Caminho das Índias    | 2009              | 18 de abril de 2022     | Telenovela | [ 174 ]             |
| 19   | Anjo Mau              | 1997 - 1998       | 16 de maio de 2022      | Telenovela | [ 175 ]             |
| 20   | Celebridade           | 2003 - 2004       | 27 de junho de 2022     | Telenovela | [ 176 ]             |
| 21   | Por Amor              | 1997 - 1998       | 25 de julho de 2022     | Telenovela | [ 177 ]             |
| 22   | Belíssima             | 2005 - 2006       | 22 de agosto de 2022    | Telenovela | [ 178 ]             |
| 23   | Senhora do Destino    | 2004 - 2005       | 19 de setembro de 2022  | Telenovela | [ 179 ]             |
| 24   | A Grande Família      | 2001 - 2014       | 31 de outubro de 2022   | Série      | [carece de fontes?] |
| 25   | Cheias de Charme      | 2012              | 28 de novembro de 2022  | Telenovela | [ 180 ]             |
| 26   | Avenida Brasil        | 2012              | 12 de dezembro de 2022  | Telenovela | [ 181 ]             |
| 2023 |                       |                   |                         |            |                     |
| 27   | Salve Jorge           | 2012 - 2013       | 23 de janeiro de 2023   | Telenovela | [ 182 ]             |
| 28   | Amor Eterno Amor      | 2012              | 20 de fevereiro de 2023 | Telenovela | [ 183 ]             |
| 29   | Malhação 2012         | 2012 - 2013       | 20 de março de 2023     | Série      | [ 184 ]             |
| 30   | Lado a Lado           | 2012 - 2013       | 17 de abril de 2023     | Telenovela | [ 185 ]             |
| 31   | Guerra Dos Sexos      | 2012 - 2013       | 15 de maio de 2023      | Telenovela | [ 186 ]             |
| 32   | Flor do Caribe        | 2013              | 26 de junho de 2023     | Telenovela | [ 187 ]             |
| 33   | Sangue Bom            | 2013              | 24 de julho de 2023     | Telenovela | [ 188 ]             |
| 34   | Amor à Vida           | 2013 - 2014       | 21 de agosto de 2023    | Telenovela | [ 100 ]             |
| 35   | Saramandaia           | 2013              | 18 de setembro de 2023  | Telenovela | [ 189 ]             |
| 36   | Joia Rara             | 2013 - 2014       | 16 de outubro de 2023   | Telenovela | [ 190 ]             |
| 37   | Sai de Baixo          | 1996 - 2002       | 27 de novembro de 2023  | Série      | [ 191 ]             |
| 38   | Além do Horizonte     | 2013 - 2014       | 25 de dezembro de 2023  | Telenovela | [ 192 ]             |
| 2024 |                       |                   |                         |            |                     |
| 39   | O Rebu                | 2014              | 22 de janeiro de 2024   | Telenovela | [ 193 ]             |
| 40   | Mulheres Apaixonadas  | 2003              | 19 de fevereiro de 2024 | Telenovela | [ 194 ]             |
| 41   | Mulheres de Areia     | 1993              | 18 de março de 2024     | Telenovela | [ 195 ]             |
| 42   | Em Família            | 2014              | 15 de abril de 2024     | Telenovela | [ 196 ]             |
| 43   | Terra Nostra          | 1999 - 2000       | 27 de maio de 2024      | Telenovela | [ 197 ]             |
| 44   | Meu Pedacinho de Chão | 2014              | 24 de junho de 2024     | Telenovela | [ 198 ]             |
| 45   | O Clone               | 2001 - 2002       | 22 de julho de 2024     | Telenovela | [ 136 ]             |
| 46   | Geração Brasil        | 2014              | 19 de agosto de 2024    | Telenovela | [ 199 ]             |
| 47   | Tieta                 | 1989 - 1990       | 16 de setembro de 2024  | Telenovela | [ 200 ]             |
| 48   | Malhação 2013         | 2013 - 2014       | 28 de outubro de 2024   | Série      | [ 201 ]             |
| 49   | Chocolate com Pimenta | 2003 - 2004       | 25 de novembro de 2024  | Telenovela | [ 202 ]             |
| 50   | Babilônia             | 2015              | 23 de dezembro de 2024  | Telenovela | [ 203 ]             |
| 2025 |                       |                   |                         |            |                     |
| 51   | Vale Tudo             | 1988 - 1989       | 20 de janeiro de 2025   | Telenovela | [ 204 ]             |
| 52   | A Indomada            | 1997              | 17 de fevereiro de 2025 | Telenovela | [ 205 ]             |
| 53   | Malhação 1995         | 1995 - 1996       | 17 de março de 2025     | Série      | [ 206 ]             |
| 54   | A Viagem              | 1994              | 14 de abril de 2025     | Telenovela | [ 207 ]             |
| 55   | Verdades Secretas     | 2015              | 12 de maio de 2025      | Telenovela | [ 208 ]             |
| 56   | Laços de Família      | 2000 - 2001       | 2 de junho de 2025      | Telenovela | [ 209 ]             |
| 57   | Torre de Babel        | 1998 - 1999       | 7 de julho de 2025      | Telenovela | [ 165 ]             |
| 58   | Além do Tempo         | 2015 - 2016       | 4 de agosto de 2025     | Telenovela | [ 166 ]             |

## Projeto Fragmentos
Em dezembro de 2023, foi anunciado oficialmente pela plataforma, durante a CCXP 2023, o Projeto Fragmentos, que disponibilizará capítulos incompletos de 28 novelas clássicas da TV Globo, exibidas originalmente nas décadas de 1970 e 1980. O projeto teve início em 22 de janeiro de 2024, com a disponibilização de O Rebu (1974), Coração Alado, Estúpido Cupido e Chega Mais, e resgatará mensalmente produções que se perderam em incêndios, ou que tiveram fitas reaproveitadas para gravação de outros conteúdos por cima, mas que ainda possuam algum material sobrevivente. Por conta do número de capítulos remanescentes variáveis, a emissora disponibilizou as novelas do projeto simultaneamente com os títulos do Projeto Originalidade até junho de 2025, quando as tramas passaram a ter lançamento independente. Os títulos resgatados pelo projeto possuem de 2 a 20 capítulos preservados:
| #    | Título                   | Exibição Original | Data de Lançamento      | Nº de Capítulos Remanescentes | Ref.            |
| 2024 | 2024                     | 2024              | 2024                    | 2024                          | 2024            |
| ---- | ------------------------ | ----------------- | ----------------------- | ----------------------------- | --------------- |
| 1    | O Rebu                   | 1974 - 1975       | 22 de janeiro de 2024   | 02                            | [ 211 ]         |
| 2    | Estúpido Cupido          | 1976 - 1977       | 22 de janeiro de 2024   | 06                            | [ 211 ]         |
| 3    | Chega Mais               | 1980              | 22 de janeiro de 2024   | 06                            | [ 211 ]         |
| 4    | Coração Alado            | 1980 - 1981       | 22 de janeiro de 2024   | 06                            | [ 211 ]         |
| 5    | Sol de Verão             | 1982 - 1983       | 19 de fevereiro de 2024 | 08                            | [ 213 ] [ 214 ] |
| 6    | Os Gigantes              | 1979 - 1980       | 18 de março de 2024     | 02                            | [ 215 ]         |
| 7    | Gina                     | 1978              | 15 de abril de 2024     | 06                            | [ 216 ]         |
| 8    | Fogo sobre Terra         | 1974 - 1975       | 27 de maio de 2024      | 06                            | [ 217 ]         |
| 9    | Voltei pra Você          | 1983 - 1984       | 24 de junho de 2024     | 06                            | [ 218 ] [ 219 ] |
| 10   | Corrida do Ouro          | 1974 - 1975       | 22 de julho de 2024     | 06                            | [ 136 ]         |
| 11   | O Grito                  | 1975 - 1976       | 19 de agosto de 2024    | 03                            | [ 220 ]         |
| 12   | Sem Lenço, sem Documento | 1977 - 1978       | 16 de setembro de 2024  | 06                            | [ 221 ]         |
| 13   | Uma Rosa Com Amor        | 1972 - 1973       | 28 de outubro de 2024   | 06                            | [ 222 ]         |
| 14   | Sinhazinha Flô           | 1977 - 1978       | 25 de novembro de 2024  | 06                            | [ 223 ]         |
| 15   | Carinhoso                | 1973 - 1974       | 23 de dezembro de 2024  | 09                            | [ 151 ]         |
| 2025 |                          |                   |                         |                               |                 |
| 16   | Espelho Mágico           | 1977              | 20 de janeiro de 2025   | 07                            | [ 224 ]         |
| 17   | Memórias de Amor         | 1979              | 17 de fevereiro de 2025 | 06                            | [ 225 ] [ 205 ] |
| 18   | Helena                   | 1975              | 17 de março de 2025     | 04                            | [ 226 ]         |
| 19   | À Sombra dos Laranjais   | 1977              | 14 de abril de 2025     | 06                            | [ 161 ]         |
| 20   | O Pulo do Gato           | 1978              | 12 de maio de 2025      | 09                            | [ 208 ]         |
| 21   | Bravo!                   | 1975 - 1976       | 9 de junho de 2025      | 06                            | [ 227 ]         |
| 22   | Sinal de Alerta          | 1978 - 1979       | 14 de julho de 2025     | 06                            | [ 165 ]         |
| 23   | Vejo a Lua no Céu        | 1976              | 11 de agosto de 2025    | 06                            | [ 166 ] [ 228 ] |